# Ignazio Zanini
Ignazio Zanini (Corbola, 1º febbraio 1916 – Cielo del Mediterraneo Centrale, 12 ottobre 1940) è stato un aviatore e militare italiano, decorato di Medaglia d'oro al valor militare alla memoria durante il corso della seconda guerra mondiale.

## Biografia

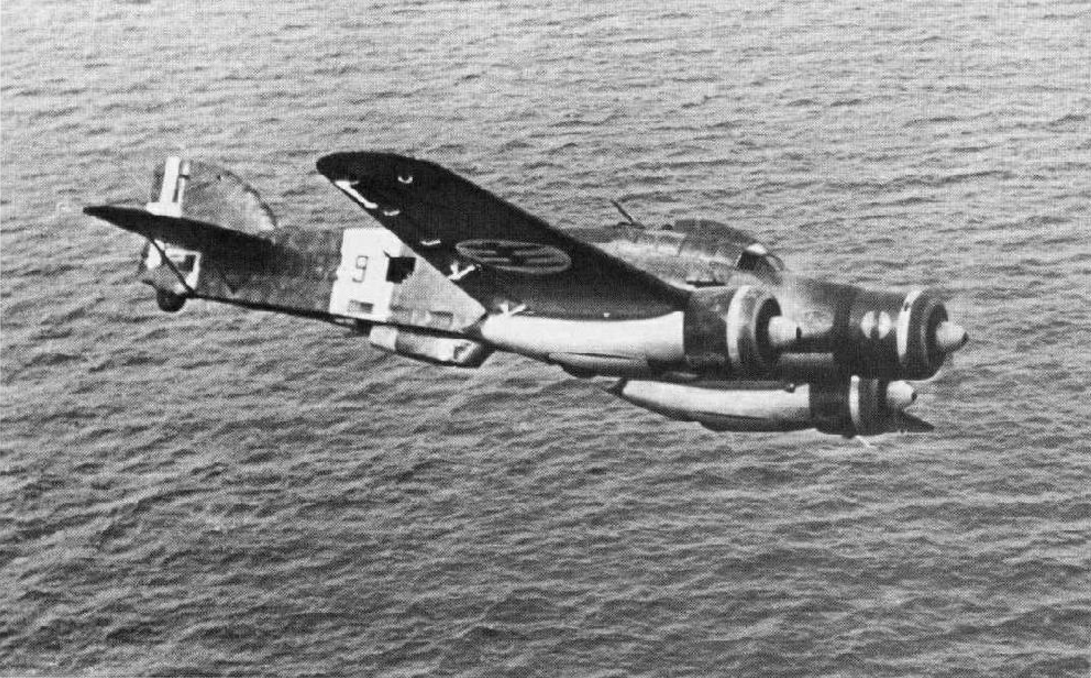
Un bombardiere Savoia-Marchetti S.79 Sparviero in volo sul mare.

Nacque a Corbola, provincia di Rovigo, il 1 febbraio 1916. Arruolatosi nella Regia Aeronautica in data 4 gennaio 1936 in qualità di allievo armiere, fu mandato sull'aeroporto di Torino-Mirafiori dove fu successivamente nominato armiere artificiere. Assegnato al 6º Stormo Caccia Terrestre di stanza sull'Aeroporto di Udine-Campoformido dove nel mese di maggio fu promosso aviere scelto. Il 7 gennaio 1937 partì per l'Africa Orientale Italiana dove, di stanza sull'aeroporto di Addis Abeba, prese parte alle operazioni di grande polizia coloniale meritandosi un encomio da parte del Comando della base per il servizio svolto come addetto ad un importante deposito munizioni. Promosso primo aviere artificiere il 1 novembre 1938 rientrò in Italia nel luglio 1939, assegnato in servizio alla 257ª Squadriglia, 108º Gruppo, 36º Stormo Bombardamento Terrestre, allora equipaggiata con i bombardieri Savoia-Marchetti S.79 Sparviero. Dopo lo scoppio delle ostilità con la Francia e la Gran Bretagna, di base sull'aeroporto di Castelvetrano, partecipò alle operazioni belliche sulla Tunisia, su Malta e nel Mediterraneo centrale. Cadde in combattimento il 12 ottobre 1940, e per onorarne il coraggio dimostrato in questo frangente venne decretata la concessione della Medaglia d'oro al valor militare alla memoria. Una Piazza di Corbola (RO) , una via di Rosolina e una di Fiumicino portano il suo nome.